# 西四北头条
39°55′32″N 116°22′10″E / 39.925644°N 116.3695576°E
西四北头条是中國北京市的一條胡同，位於西城區赵登禹路以東。
原名叫驴肉胡同，是清朝大學士和珅和其弟清朝兵部尚書和琳發跡的地方。驴肉胡同这一名称，来自于明朝，當時此地尚用於養驴。清朝，這裡被改建成住宅。和珅之父常保在乾隆年間在此購房居住，後來一直是和家家產。直到和珅兩兄弟搬出被擱置。道光三年（1843年），固倫和孝公主逝世後和珅次孫福恩被道光帝沒收所有府第，命令福恩住回驴肉胡同。直至义和团运动爆發，八国联军入侵，和珅六世孫恪仁北上東三省以逃離戰亂，自始驴肉胡同逐渐成为民居。2008年，因為北京舉辦2008年北京奧運，胡同經歷了改造。
- 僧格林沁在清未在此地擁有物業，1865年僧格林沁戰死後重歸和家。